# Lim Yong-kyu
Lim Yong-kyu, kor. 임용규 (ur. 18 czerwca 1991 w Andongu) – południowokoreański tenisista, medalista igrzysk azjatyckich, reprezentant kraju w Pucharze Davisa.
Na uniwersjadzie w 2011 i w 2013 wywalczył łącznie sześć medali – podczas obu zawodów wygrywał w grze pojedynczej i drużynowej oraz zajmował trzecie miejsce w grze podwójnej.
W grze pojedynczej w 2013 roku pokonał w finale Antso Rakotondramangę 6:4, 4:6, 6:2, natomiast w grze podwójnej występował w parze z Sang-Woo Nohem.
W 2014 roku wywalczył złoty medal w konkurencji gry podwójnej na igrzyskach azjatyckich.